# Podochilus lancilabris
Podochilus lancilabris är en orkidéart som beskrevs av Rudolf Schlechter. Podochilus lancilabris ingår i släktet Podochilus och familjen orkidéer. Inga underarter finns listade i Catalogue of Life.